# Campeonato Mundial de Remo de 1984
El XIV Campeonato Mundial de Remo se celebró en Montreal (Canadá) entre el 23 y el 26 de agosto de 1984 bajo la organización de la Federación Internacional de Sociedades de Remo (FISA) y la Federación Canadiense de Remo.
Las competiciones se realizaron en el canal de remo de la isla Notre-Dame. Sólo se compitió en las categorías no olímpicas.

## Medallistas

### Masculino
| Evento                         | Oro | Plata | Bronce |
| ------------------------------ | --- | --- | --- |
| Scull individual ligero LM1X   | Bjarne Eltang Dinamarca | Paul Fuchs Estados Unidos | Ángel Viana · España · |
| Doble scull ligero LM2X        | Francesco Esposito · Ruggero Verroca · Italia · | Hartmut Schäfer Roland Ehrenfels RFA | Morten Espersen Leif Kruse Dinamarca |
| Cuatro sin timonel ligero LM4- | Fernando Molina Castillo · José María de Marco · Luis María Moreno · Alberto Molina Castillo · España ·                                                        | Ansgar Wessling Frank Rogall Thomas Jäckel Wolfgang Birkner RFA | Stuart Forbes Ian Wilson Carl Smith Christopher Bates Reino Unido |
| Ocho con timonel ligero LM8+   | Ivar Mølgaard Leif Jacobsen Arne Højlund Søren Hansson Jan Christensen Flemming Jensen Mikael Espersen Karsten Kobbernagel Jan Rasmussen (t) Dinamarca 5:43,35 | Fabrizio Ravasi · Michele Savoia · Vittorio Torcellan · Salvatore Orlando · Stefano Spremberg · Paolo Marostica · Andrea Re · Pasquale Marigliano · Massimo Di Deco (t) · Italia · 5:46,50 | Benito Elizalde · Eulogio Génova · Carlos Muniesa · Jacinto Accensi Abella · Enrique Briones · José Crespo Hidalgo · José Manuel Cañete · Víctor Llorente · Alejandro Moya Giné (t) · España · 5:46,90 |

### Femenino
| Evento                         | Oro | Plata | Bronce |
| ------------------------------ | --- | --- | --- |
| Scull individual ligero LW1X   | Alrun Urbach RFA 8:22,85 | Barbara Trafton Estados Unidos 8:25,05 | Ann Martin Estados Unidos 8:30,90 |
| Doble scull ligero LW2X        | Elisabeth Fraas Kirsten Jensen-Plum Dinamarca 7:38,16 | Jo Hannafin Annette Ebsen-Petersen Estados Unidos 7:43,84                                                                                               | Audrey Mowchenko · Ellen Gillies · Canadá · 7:46,15 |
| Cuatro sin timonel ligero LW4- | Beatriz Keller Evelyn Herwegh Regina Mayer Claudia Engels RFA 7:23,89                                                                                            | Cecily Croft Margaret Gordon Linda Gillett Elaine Stanley Estados Unidos 7:29,14                                                                        | Gigi Hodges Sandy Kendall Drister Fowks Carey Sands Estados Unidos 7:29,16                                                                                  |
| Ocho con timonel ligero LW8+   | Carin Reynolds Mary-Ellen Finney Jo Grainger Laura MacGinitie Mandy Kowal Angela Herron Marise Widmer Jennifer Marron Stacy Apfelbaum (t) Estados Unidos 6:10,00 | Karin Riedel Amanda Cross Janet Sheahan Jeanette Hall Angela Maidment Brigid Cassells Debbie Cooper Gayle Toogood Megan Robertson (t) Australia 6:13,46 | Diana Sinnige · Wendy Wiebe · Lynne Mutrie · Brenda Colby · Karen Smyte · Wendy Davis · Elen Orr · Maureen Cureton · Sandy Hopkinson (t) · Canadá · 6:15,65 |

## Medallero
| Núm. | País           | Oro | Plata | Bronce | Total |
| ---- | -------------- | --- | ----- | ------ | ----- |
| 1    | Dinamarca      | 3   | 0     | 1      | 4     |
| 2    | RFA            | 2   | 2     | 0      | 4     |
| 3    | Estados Unidos | 1   | 4     | 2      | 7     |
| 4    | Italia         | 1   | 1     | 0      | 2     |
| 5    | España         | 1   | 0     | 2      | 3     |
| 6    | Australia      | 0   | 1     | 0      | 1     |
| 7    | Canadá         | 0   | 0     | 2      | 2     |
| 8    | Reino Unido    | 0   | 0     | 1      | 1     |
|      | TOTAL          | 8   | 8     | 8      | 24    |